# Franky De Gendt
Franky De Gendt (Temse, 27 juni 1952) is een voormalig Belgisch wielrenner. Hij werd prof in 1975.  
De Gendt begon zijn professionele carrière in 1975. In 1976 werd hij tweede in Kuurne-Brussel-Kuurne. In 1977 won hij een etappe in de Ronde van Luxemburg, een jaar later won hij een etappe in de Ronde van Groot-Brittannië. In 1980 boekte hij zijn grootste zege: een rit en de eindoverwinning in de Ster van Bessèges. In 1981 reed hij de Ronde van Frankrijk, waarin hij 89ste werd. In de etappe naar Bordeaux eindigde hij op een 7de plaats. In 1982 reed hij opnieuw de Ronde van Frankrijk, waar hij in de laatste week moest opgeven. 

## Belangrijkste overwinningen
- Etappe Ronde van Luxemburg, 1977
- Etappe Ronde van Groot-Brittannië, 1978
- Ster van Bessèges, 1980

## Resultaten in voornaamste wedstrijden
| Jaar | Milaan-San Remo | Parijs-Roubaix | Parijs-Brussel | Kuurne-Brussel-Kuurne |
| ---- | --------------- | -------------- | -------------- | --------------------- |
| 1976 |                 |                |                | Zilver                |
| 1978 | 145e            | 37e            |                |                       |
| 1982 |                 |                | 9e             |                       |